# Trichogatha
Trichogatha is een geslacht van vlinders van de familie uilen (Noctuidae), uit de onderfamilie Acontiinae.

## Soorten
- T. aroa Bethune-Baker, 1906
- T. dinava Bethune-Baker, 1906
- T. variegata Bethune-Baker, 1906